# Fort Binġemma

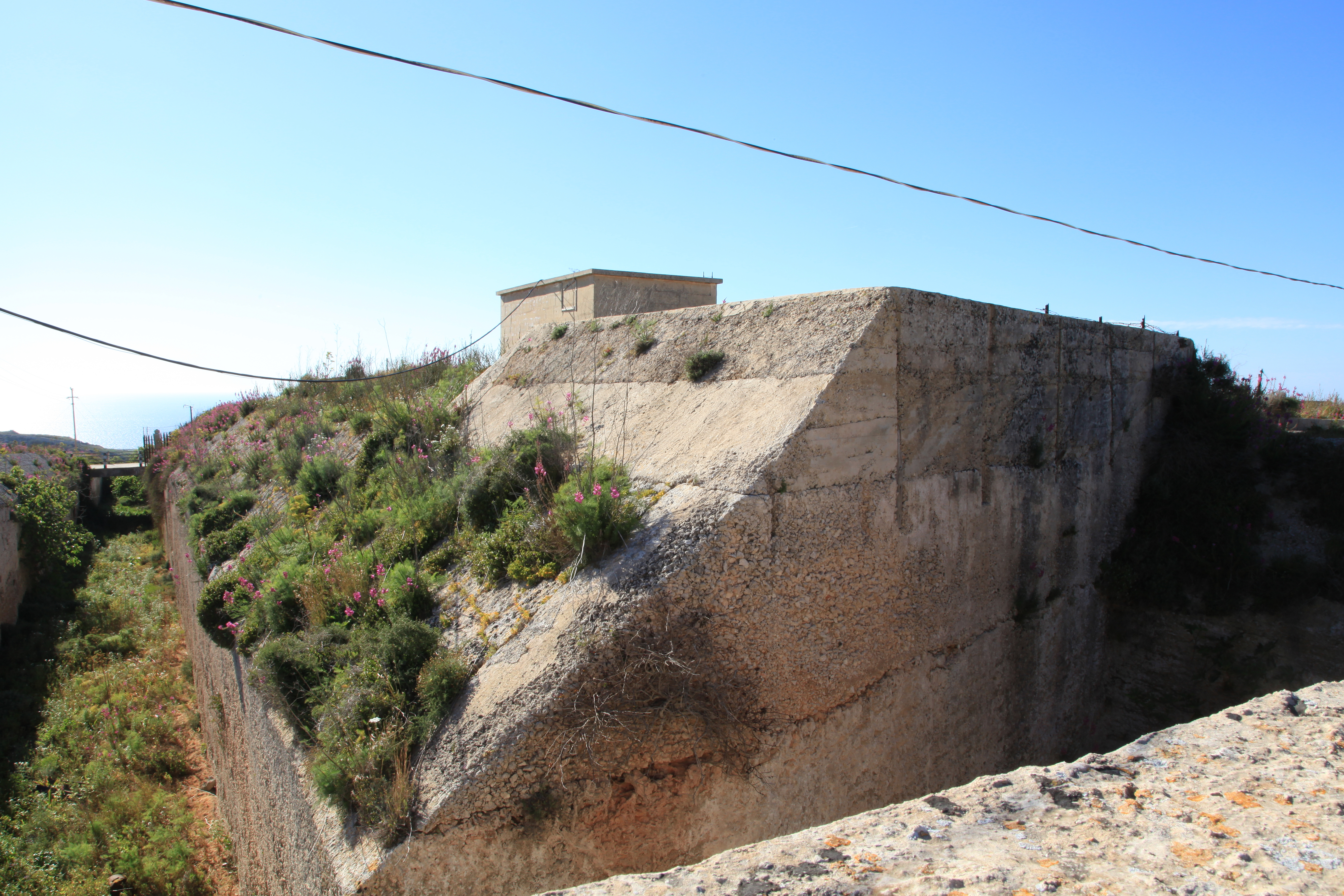
Jeden z fragmentów fortu

Fort Binġemma – fort na Malcie, zbudowany w latach 1875–1878, będący częścią dwunastokilometrowego ciągu umocnień obronnych zwanych pierwotnie North West Front, a w 1897 roku z okazji sześćdziesiątych urodzin królowej Wiktorii nazwanych Victoria Lines. Fort Binġemma należy do ciągu fortyfikacji połączonych murem ze stanowiskami strzelniczymi rozciągających się od wschodu od wsi Baħar iċ-Ċagħaq koło Swieqi do zachodnich wybrzeży wyspy w okolicach zatoki Fomm ir-Riħ. Przebiega on wzdłuż naturalnej bariery, jaką stanowi Great Fault.
Naturalne cechy obronne uskoku Great Fault, które zostały docenione już w 1722 roku za panowania wielkiego mistrza kawalerów maltańskich Marca Zondadariego. Za panowania jego następcy Antonia Manoela de Vilheny zbudowano kilka kamiennych budynków i umocnień umiejscowionych w kluczowych miejscach Great Fault. Miały one na celu obronę ówczesnej stolicy przed atakiem od bardziej przystępnej strony północnej wyspy.
W drugiej połowie XIX w. w czasie szczytu brytyjskiej potęgi wojskowej i ze względu na kluczowe znaczenie Malty po oddaniu do użytkowania w 1869 roku Kanału Sueskiego, zapadła decyzja o budowie systemu obronnego wzdłuż uskoku Great Fault. Linia obrony złożona jest z różnych rodzajów fortyfikacji: fortów, baterii, murów obronnych, umocnionych stanowisk piechoty, reflektorów. 
Fort był budowany w latach 1875–1878 jako pierwszy z trzech fortów w ciągu fortyfikacji Victoria Lines, dwa pozostałe to Fort Madliena i Fort Mosta. Fort, o kształcie pięciokąta, został zbudowany na wzgórzu ponad wsią Tas Sabti na wysokości ponad 200 m n.p.m. stanowiącym idealne miejsce do obserwacji i obrony przed potencjalnym atakiem od strony morza w okolicach Rabatu. Wyposażenie fortu stanowiły dwa działa 6-calowe i jedno działo BL 9.2 inch gun Mk X (kal. 234 mm), zainstalowane w 1904 od strony morza w odpowiedzi na wyposażenie okrętów floty włoskiej w działa dalekiego zasięgu. 
Z powodu strategicznej pozycji także po opuszczeniu przez wojska brytyjskie większości obiektów Victoria Lines w 1907 roku, razem z fortem Madliena obiekty pozostały w dalszym użytkowaniu.
W latach 1949–1952 obiekt był używany do szkolenia powstańców albańskich walczących z komunistycznym reżimem Hodży. W latach późniejszych fort stał się miejscem stacjonowania oddziału 235 Signal Squadron (DCN) Royal Corps of Signals.
W 1981 roku obiekt został wydzierżawiony, a na jego terenie wypasano bydło. Kiedy w 1997 roku dzierżawa wygasła, przedłużano ją corocznie do 2002 roku. Od tej daty minister środowiska próbuje odzyskać nielegalnie użytkowany obiekt. Jego działania doprowadziły do rozwiązania umowy w 2009 roku, jednak mimo to dzierżawca nie opuścił terenu i broni dostępu do fortu przy pomocy metalowej bramy i psów. Nie przeszkodziło mu to jednak w otwarciu nielegalnej restauracji.
W 1998 roku rząd Malty zgłosił wniosek o wpisanie Victoria Lines na listę światowego dziedzictwa UNESCO.